# Ајме
Ајме (њем. Eime) општина је у њемачкој савезној држави Доња Саксонија. Једно је од 40 општинских средишта округа Хилдесхајм. Према процјени из 2010. у општини је живјело 2.820 становника. Посједује регионалну шифру (AGS) 3254013.

## Географски и демографски подаци
Ајме се налази у савезној држави Доња Саксонија у округу Хилдесхајм. Општина се налази на надморској висини од 89 метара. Површина општине износи 21,9 km². У самом мјесту је, према процјени из 2010. године, живјело 2.820 становника. Просјечна густина становништва износи 129 становника/km².